# Festival Internacional Providencia Jazz

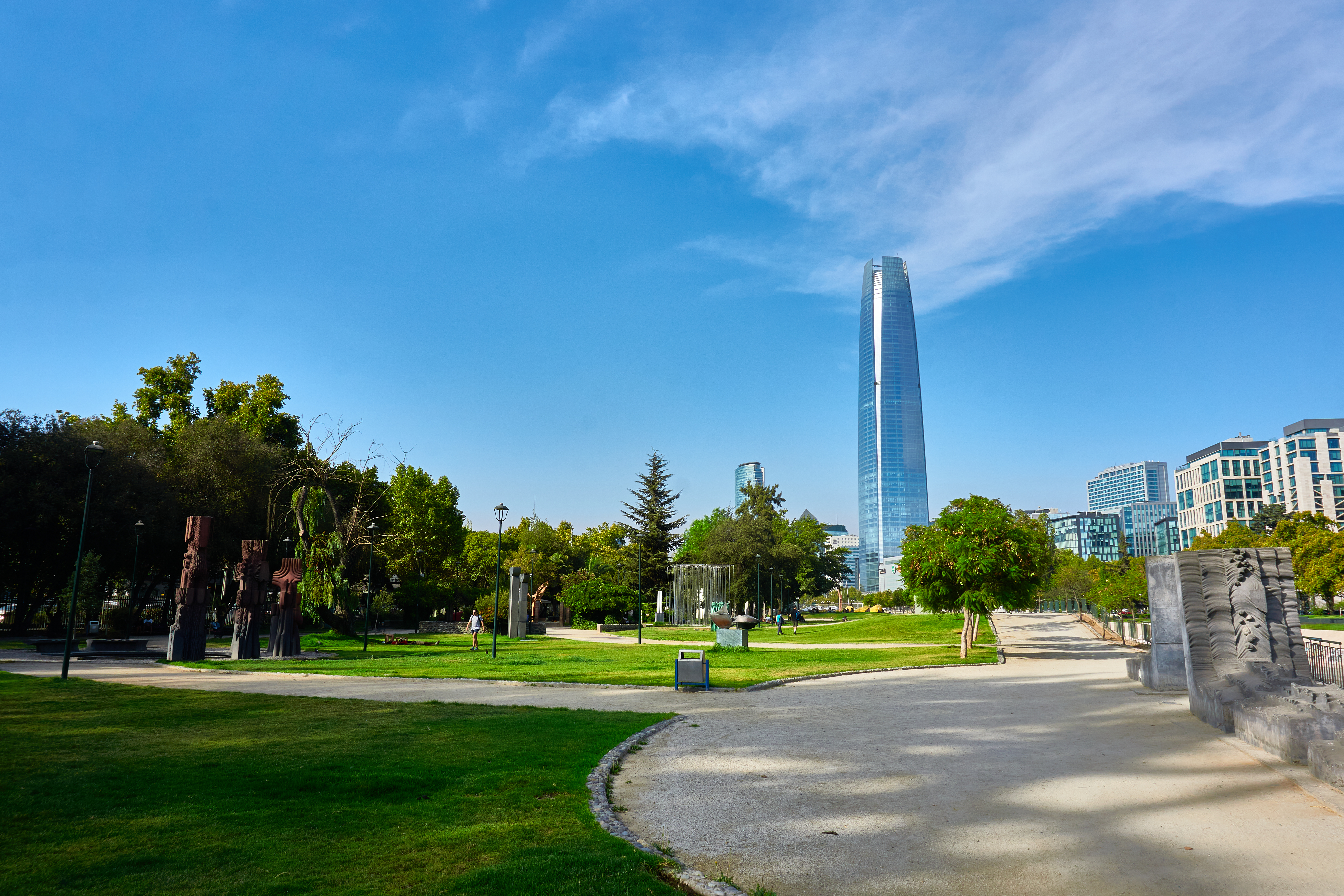
Parque de las Esculturas donde se realizó el festival entre 2002 y 2019.

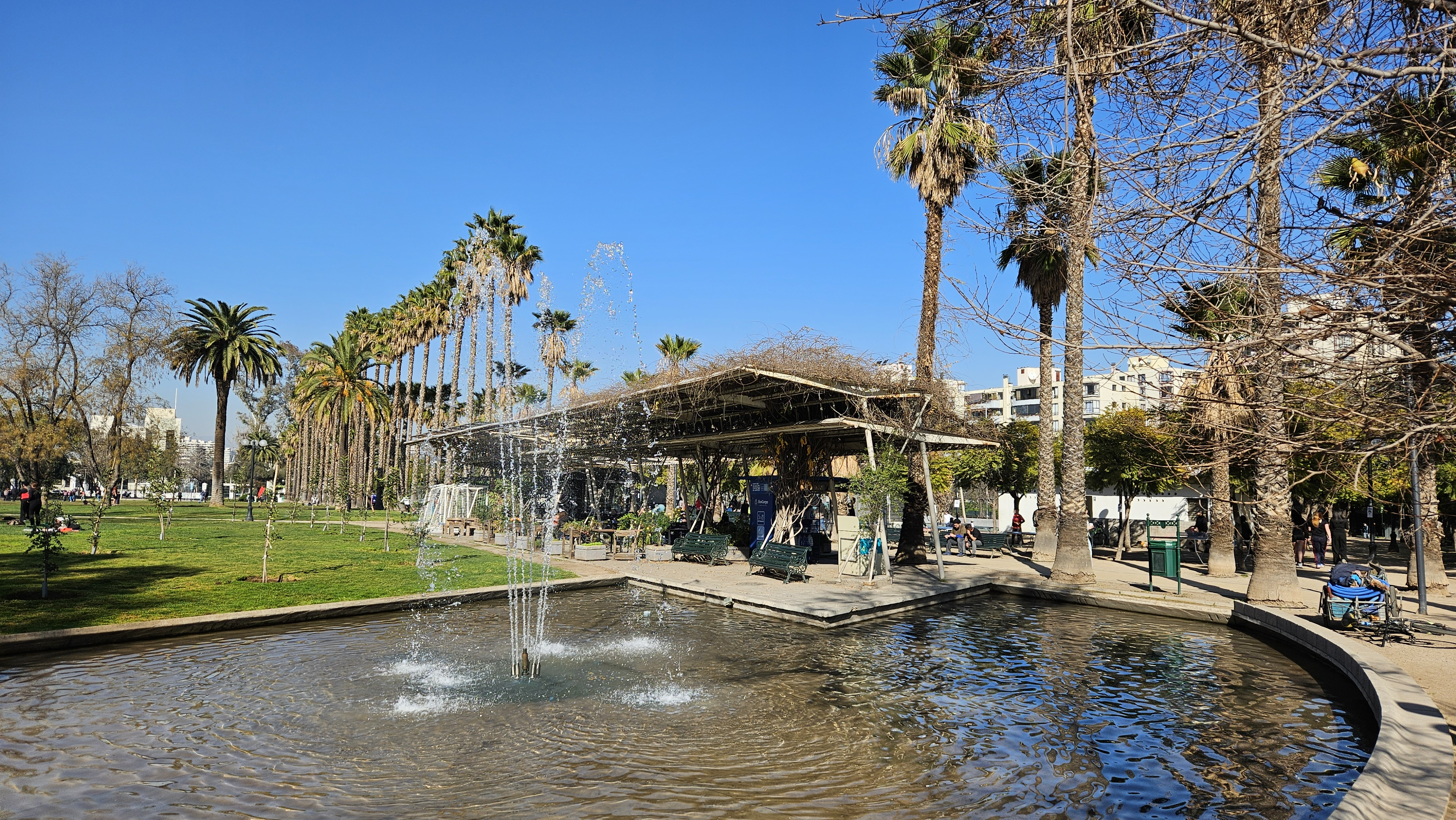
Desde 2022 el festival se realiza en el Parque Inés de Suárez.

El Festival Internacional Providencia Jazz, también conocido como Providencia Jazz, es un encuentro musical anual de jazz y jazz fusión que se realiza en la comuna de Providencia en Santiago de Chile. 
Se realiza desde el año 2002, durante el mes de enero, como parte de las actividades del Instituto Cultural de Providencia, corporación privada, sin fines de lucro, creadora, organizadora y productora de este evento.
Ha contado con numerosas y prestigiosas figuras nacionales e internacionales del mundo del jazz, lo que lo ha convertido en la plataforma más importante de este género musical en Chile y uno de los más importantes de Latinoamérica. Se realiza al aire libre en el Museo Parque de las Esculturas, situado en la costanera norte del Río Mapocho. 
Las versiones correspondientes a los años 2020 y 2021 fueron suspendidas debido al estallido social y a la Pandemia de Covid-19 respectivamente. En 2022, se retomó el Festival pero su ubicación cambió al Parque Inés de Suárez en Avenida Francisco Bilbao.
Algunos de los artistas internacionales más prestigiosos que se han presentado son Mike Stern, Yellowjackets, Paquito D'Rivera, Jean-Luc Ponty, Joey DeFrancesco, John Scofield, Dave Liebman, Al Di Meola, Zimbo Trio, Lito Vitale, Dave Holland, Richard Bona, entre muchos otros.
Entre los artistas chilenos que han participado se encuentran los cantantes Claudia Acuña, Rodrigo González y Andrea Tessa, las bandas El Cruce, Mediabanda, Contracuarteto, Ensamble Quintessence, Orquesta Huambaly, Ángel Parra Trío, La Marraqueta, y los instrumentistas compositores Chistian Gálvez (bajo), Mario Feito, Felipe Riveros, Lautaro Quevedo, Roberto Lecaros (piano), Camila Meza (guitarra), Cristián Cuturrufo, Agustín Moya, Melissa Aldana, Christian Gallardo, Mauricio Barraza, y Claudio Rubio (vientos), entre muchos otros.

## Artistas participantes

### Vigésimo segundo Festival 2025[1]
- Jean Louis Carlotti Quinteto “Room 416”
- Florian Arbenz Quintet “Convergence-Band”
- “Vudú Organ Quintet”
- Allison/Cardenas/Nash trío

### Vigésimo primer Festival 2024
- Rodrigo González Cuarteto
- Nasser / Premazzi Quintet
- Claudio Rubio Quinteto
- Charles Owen Quintet

### Vigésimo Festival 2023
- Concepción Jazz Sextet
- The Sheryl Bailey 3 plus one
- Leo Genovese Gabriel Puentes Trío
- Caleb Wheeler Curtis Cuartet

### Décimo noveno Festival 2022
- Juan Pablo Salvo Septeto
- Vera Menares Lecaros
- Rubio Riveros Cuarteto
- Mousso

### Décimo octavo Festival 2019
- Recordando a Zimbo Trío
- Gabrielle Stravelli NYC Quintet + Tim Armacost
- Adrian Hugo Iaies Quartet
- David Young Group
- Andrea Tessa y Carl Hammond Big Band

### Decimoséptimo Festival 2018
- Claudio Rubio Quinteto
- Smoke Groovers Quartet
- Roberto Carlos Lecaros Quinteto
- Smalls Live All-Stars Quintet
- Cristián Cuturrufo Quinteto
- Melissa Aldana Sextet

### Decimosexto Festival 2017
- Agustín Moya
- Trio da Paz
- Joel Frahm
- La Marraqueta
- Matt Wilson
- Ángel Parra Trío
- Dave Liebman / New Light

### Decimoquinto Festival 2016
- Natalia Ramírez
- Rudresh Mahanthappa “Bird Calls” Quintet
- Mario Feito
- Donald Harrison
- Diego Urbano
- Ensamble Quintessence
- Zhenya Strigalev

### Decimocuarto Festival 2015
- Simetrío.
- Mauricio Barraza quinteto.
- Roberto Lecaros Cuarteto.
- Camila Meza
- Christian Gallardo Trío
- Orquesta Huambaly y Melissa Aldana

### Decimotercer Festival 2014
- Franz Mesko.
- Ralph Alessi, Craig Taborn, Chris Lightcap, Nasheet Waits.
- Federico Dannemann.
- Melissa Aldana y Crash Trío.
- Dena De Rose.
- La Resistencia; Nicolás Vera, Sebastián Jordán, Melissa Aldana, Pablo Menares y Félix Lecaros.
- Phil Woods Quinteto.

### Duodécimo Festival 2013
- Maria Joao y "The Bees' Adventures" / OGRE (Portugal) - Miércoles 9
- Peter Madsen Trío (USA) - Miércoles 9
- Paolo Fresu Dúo (Italia) - Jueves 10
- Tommaso Starace Quartet (Italia) - Jueves 10
- Felipe Riveros Trío (Chile) - Viernes 11
- César López y La Habana Ensemble (Cuba) - Viernes 11

### Undécimo Festival 2012
- Orion Lion y Lautarinos (Chile) - 11 de enero de 2012
- José Luis Madueño Quinteto & Andrea De Martis (Perú) - 11 de enero de 2012
- Tizer (USA) - 11 de enero de 2012
- Vana Gierig Trío y Thomas Pfleger (USA-Austria) - 12 de enero de 2012
- Reflections (USA) - 12 de enero de 2012
- Frick/Helbock Dúo (USA) - 13 de enero de 2012
- Dave Young Quartet (Canadá) - 13 de enero de 2012

### Décimo Festival 2011
- Andrea Tessa  (Chile) - 11 de enero de 2011
- Brian Hughes  (Canadá) - 11 de enero de 2011
- Escalandrum (Argentina) - 12 de enero de 2011
- Eliane Elias (Brasil) - 12 de enero de 2011
- Javier Malosetti (Argentina) - 13 de enero de 2011
- Dave Valentin y The Latin Jazz Masters (USA-Pto.Rico) - 13 de enero de 2011

### Noveno Festival 2010
- Yosvani Terry (USA)
- Héctor Martignon (Colombia)
- Joey De Francesco (USA)
- Joao Bosco (Brasil)
- Cristián Cuturrufo (Chile)
- Richard Bona (Camerún - USA)

### Octavo Festival 2009
- Felipe Riveros Quinteto (Chile)
- Iván Lins (Brasil)
- Emanuele Cisi (Italia)
- Claudia Acuña (Chile)
- Yosvany Terry Sextet (Cuba)
- Ensamble Quintessence (Chile)

### Séptimo Festival 2008
- The Western Jazz Quartet (USA)
- Tito Puente Jr. Y Band (USA)
- Enrique Tellería con la Orquesta Sinfónica ICP (Uruguay)
- Ravi Coltrane Jr. (USA)
- Mario Feito Trío (Chile)
- Solveig Slettahjell y trompetista Sjur Miljeteig (Noruega)
- Dave Holland Quintet (UK-USA)

### Sexto Festival 2007
- Al Di Meola Band (USA)
- Contracuarteto (Chile)
- Escalandrum (Argentina)
- Tube Factory (Finlandia)
- John Scofield Trío (USA)

### Quinto Festival 2006
- Pink Freud (Polonia) - 18 de enero de 2006
- Jean-Luc Ponty  (Francia) - 18 de enero de 2006
- Leny Andrade (Brasil) - 19 de enero de 2006
- Andrea Griminelli (Italia) - 19 de enero de 2006
- Projazz Masters (Chile) - 19 de enero de 2006
- Fredrik Norén Band (Suecia) - 20 de enero de 2006
- Poncho Sánchez (USA) - 20 de enero de 2006

### Cuarto Festival 2005
- Ricardo Arancibia Trío (Chile)
- Paquito D'Rivera (Cuba)
- Edmar Castañeda (Colombia)
- Trío de Paz (Brasil)
- Carla Romero Cuarteto (Chile)
- Lito Vitale Quinteto (Argentina)
- Karl Martin Almqvist Quartet (Suecia)
- Mediabanda (Chile)
- Agustín Moya Cuarteto (Chile)
- Yellowjackets (EE. UU)

### Tercer Festival 2004
- 3 X Luka (Chile)
- Ingrid Jensen (Canadá)
- Clifford Adams (USA)
- Rodrigo González (Chile)
- Laura Hatton (Argentina)
- Traditional Jazz Band Sao Paulo (Brasil)
- Don Laka (Sudáfrica)
- Leszek Mozdzer (Polonia)
- Rachel Z Trío (USA)
- El Cruce (Chile)
- Chistian Gálvez (Chile)

### Segundo Festival 2003
- Stolichnaya (Rusia)
- Claudia Acuña (Chile-USA)
- Quinteto Urbano (Argentina)
- Special EFX (USA)

### Primer Festival 2002
- Mike Stern (USA)
- Funk Jam Big Band (Chile)
- Luis Salinas (Argentina)
- Tolvan Big Band (Suecia)
- Cynthia Scott (USA)
- Fernando Noronha & Black Soul (Brasil)